# Обафеми Мартинс
Обафеми Акинвунми Мартинс (Obafemi Akinwunmi Martins;Лагос, Нигерија, 28. октобар 1984) је нигеријски фудбалер који игра на позицији нападача.

## Каријера
Мартинс је 2000. прешао из Ређане у јуниорску екипу Интера за 750.000 евра. Те сезоне је за свој нови клуб постигао 23 поготка, и освојио италијанско У-18 првенство. За сениорску екипу дебитовао је у децембру 2002. Међутим, тек следеће сезоне доживљава праву афирмацију, и својим головима осигурава Интеру пласман у четвртфинале Лиге шампиона. Упркос томе што је у 88 лигашких утакмица постигао 28 голова, Интер га је у августу 2006. продао Њукасл јунајтеду, јер су у клуб стигла два нова нападача, Хернан Креспо и Златан Ибрахимовић.
За енглески тим је дебитовао 27. августа 2006. У три сезоне постигао је укупно 39 голова у 105 такмичарских утакмица. Након Њукасла, Мартинс у јулу 2009. одлази у Немачку и потписује за Волфсбург. Дебитовао је као замена у другом полувремену меча са Келном при резултату 1:1, и учествовао у акцији код постизања гола за победу. За Волфсбург је одиграо 16 лигашких мечева и постигао 6 голова.
У јулу 2010. потписао је за Рубин Казањ. Са руским тимом је освојио национални куп 2012. године. Међутим одиграо је свега 20 лигашких утакмица и постигао 3 гола. Током 2011. био је на позајмици у Бирмингем ситију за који је одиграо 4 утакмице без постигнутог гола.
У септембру 2012. одлази у шпански Леванте и потписује двогодишњи уговор. На свом дебију је постигао гол за победу од 2:1 над Реал Сосиједадом. Одиграо је 21 лигашку утакмицу и постигао 7 голова. У марту 2013. одлази у САД и потписује са Сијетл саундерсима.

## Породица
Мартинс је имао два брата која су такође играла професионално фудбал. Његов старији брат Оладипупо Мартинс је играо у Србији за Телеоптик, као позајмљен играч од стране Партизана. Умро је 8. августа 2011. од последица срчаног удара. Млађи брат му се зове Џон Ронан Мартинс.